# Лазе-при-Вачах
Лазе-при-Вачах (словен. Laze pri Vačah) — поселення в общині Літія, Осреднєсловенський регіон, Словенія. Висота над рівнем моря: 451,1 м.